# 創造性空間
創造性空間（Creative Geography）是蒙太奇的一種，指在拍攝不同地點的鏡頭，經由剪接後，呈現空間同一性。例如1975年的大白鯊電影便有效地運用這個技法。

## 外部連結
- 电影中“创造性空间”与“空间连贯性”概念之比较——以里维特的《北桥》和侯麦的《飞行员的妻子》为例